# レアンドロ・チチソラ
レアンドロ・チチソラ（Leandro Chichizola、1990年3月27日 - ）は、アルゼンチン・ブエノスアイレス出身のサッカー選手。パルマ・カルチョ1913所属。ポジションはGK。

## 経歴
2017年6月29日、UDラス・パルマスに移籍した。
2018年7月4日、ヘタフェCFと3年契約を結んだ。しかし、出場機会を得ることが出来ず、2021年1月5日に退団した。
2021年1月17日、フリーでセグンダ・ディビシオンのFCカルタヘナに加入した。
2021年7月7日、ペルージャ・カルチョに移籍した。
2022年7月14日、パルマ・カルチョ1913に移籍した。